# Arteră ulnară anterioară recurentă
Artera ulnară anterioară recurentă este o arteră prezentă în antebraț. Este una dintre cele două artere recurente care iau naștere din artera ulnară, cealaltă fiind artera recurentă ulnară posterioară.
Apare din artera ulnară imediat sub articulația cotului, trece în sus între mușchiul brahial și pronator teres și furnizează ramificații acelor mușchi. În fața epicondilului medial se anastomozează cu arterele colaterale ulnare superioare și inferioare.